# Schizomyia cheriani
Schizomyia cheriani är en tvåvingeart som beskrevs av Mani 1936. Schizomyia cheriani ingår i släktet Schizomyia och familjen gallmyggor. Inga underarter finns listade i Catalogue of Life.